# Listă de scriitori arabi clasici
- Abu Nuwas (secolul al VIII-lea-814)
- Abu-l-'Atahiya (748 – 828)
- Abū-Sa'īd Abul-Khair (967 - 1049)
- Abu Tammam (c. 805 - c. 845)
- Al-A'sha (c. 570 - 629 )
- Al-Ghazali  (1058-1111)
- Al-Hallaj (858 – 922
- Al-Ma`arri  (973- 1057)
- Abul Faraj al-Isfahani (897- 967)
- Ibn Arabi (1165- 1240)
- Abd al-Latif al-Baghdadi (1162- 1231)